# Telesto setoutiana
Telesto setoutiana is een zachte koraalsoort uit de familie Clavulariidae. De koraalsoort komt uit het geslacht Telesto. Telesto setoutiana werd in 1973 voor het eerst wetenschappelijk beschreven door Utinomi. 